# Christian Casanova del Solar
Juan Christian Casanova del Solar (Santiago, Chile; 1953 - 2023) Fue un pastor protestante, escritor y filósofo chileno. Fue el fundador y  pastor general de la Iglesia Catedral del Espíritu Santo (Santiago), localizada en la comuna de Macul, en la ciudad de Santiago de Chile. 

## Estudios universitarios
En 1983 obtiene la licenciatura en Teología otorgada Instituto de Superación Ministerial ISUM, dependiente de la Assemblies of God Theological Seminary, en la ciudad de Springfield, Misuri, en los Estados Unidos. Más tarde en 1983 obtiene el título profesional de ingeniero civil en obras civiles  de la Universidad de Santiago de Chile (USACH), con el proyecto denominado “Estudio del abastecimiento de energía a un poblado rural. Aplicado al desarrollo rural integral”.
Años más tarde inicia sus estudios de posgrado, para obtener en 2003 el grado de magíster en Filosofía con mención en Metafísica, siendo el estudiante con mejor promedio general de su generación y graduándose con máxima distinción, elaborando la tesis titulada “Desde la muerte de la religión hacia una fe post religiosa con Paul Ricoeur”.
Posteriormente en los años 2012 y 2013 respectivamente obtiene el grado de Doctor Ph.D. en Filosofía en la Universidad Internacional de Bircham, con su tesis “Religión, ateísmo y fe: Los aportes de Marx, Nietzsche, Freud, Heidegger, Bultmann y otros, leídos desde Paul Ricoeur”, obteniendo la distinción magna cum laude por su trabajo de investigación, y el grado de doctor Ph.D. en Religión también en la Universidad Internacional de Bircham, con su tesis “Mensajes actuales".

## Orden ministerial
En 1980 junto a sus estudios teológicos obtiene la licencia de pastor protestante otorgada por las Asambleas de Dios de Chile. El 20 de octubre de 1985 es ordenado ministro protestante por la Internacional Charismatic Churches Comunión en la Cathedral of the Holy Spirit, Chapel Hill Harvester Church, con sede en Atlanta, Georgia, USA, la cual lo nombra director de misiones en América Latina y El Caribe, de la Internacional Charismatics Churches Communion. Finalmente en 1996 es ordenado obispo protestante por la Internacional Charismatics Churches Communion, en Cathedral of the Holy Spirit, Chapel Hill, Harvester Church, con sede en Atlanta, Georgia, USA.

## Vida pastoral
Siendo un estudiante de 22 años, ateo declarado y perteneciente a una acomodada familia de Santiago, se adhirió apasionadamente a las causas políticas revolucionarias del momento, en donde vivió una experiencia personal la cual marcó su vida futura, y donde expresó: “Dios me mostró claramente cómo invertir mi vida, comenzando con las universidades”. Es por ello, que de esta incansable búsqueda de la "voluntad divina", Christian Casanova fue fundador de movimientos como "movimiento revolución de Jesucristo", "movimiento cristiano teocrático", "movimiento cristianos por la vida", “movimiento gente de fe”, “movimiento Jesús joven”, entre otros, los cuales derivaron finalmente en la conformación de la Iglesia del Espíritu Santo de Chile en 1983, de la que actualmente es su máximo líder y pastor general.

## Libros publicados
- Testificando a Cristo, Editorial Nueva Vida, 1999, ISBN 956-288-358-2..
- Un Hombre Nuevo para un Nuevo Milenio, Editorial Nueva Vida, 2002, ISBN 956-288-905-X..
- El Poder de las Ideas, Editorial Nueva Vida, 2009, ISBN 978-956-319-993-2..
- Religión, Ateísmo y Fe, Editorial Nueva Vida, 2012, ISBN 978-956-319-141-7..
- Mensajes Actuales, Editorial Nueva Vida, 2013, ISBN 978-956-353-419-1..